# 威权主义
威权主义（英語：authoritarianism），又译權威主義，是一种政體或意识形态，其特点为拒绝多元政治，利用强大中央权力维持政治现状。
威权领导者不少是時常任意行使权力而不考虑或利用现有法律去扩大权力，公民也通常無法透過自由競爭的选举來替換之，或有限的选举但政府有很大的權力控制选举。权力争夺与统治集团的自由競爭，是有限或不存在的。廣義上來說，威權國家包括在選舉後始終無法實現政府和反對派權力交替的國家。
威权主义的概念與獨裁主義、极权主义、專制主義、威权型人格有差異。

## 特徵

### 弱點
美國政治學家黎安友指出：由於合法性薄弱，對強制性的過度依賴，決策的過分集中以及個人權力凌駕於制度規範之上，威權主義制度固有地脆弱。政治學家西奧多·韋斯特爾認為，由於對民眾或精英要求的反應不足，威權主義的政治體係可能會削弱，而威權主義傾向於通過施加更嚴格的控制而非適應來應對挑戰，這可能會損害合法性並使其瓦解。

### 威權政體中的憲政民主
新加坡作為威權憲政主義國家的例子，常與混合政體聯繫起來。新加坡有民主选举，反對派可以參與選舉，但反對派無法達致政權更替，傳媒宣傳受到限制，執政黨人民行動黨亦通過不公平的選舉制度打擊反對派。

### 暴力
2017年的研究發現，一個國家的政變防範策略受到歷史相似的其他國家的嚴重影響。2018年，《和平研究》雜誌的研究發現在政變企圖中倖存並通過清除異已和潛在競爭對手的領導人的任期可能更長。2019年，《衝突管理與和平科學》研究發現，個人專政比其他獨裁政權更可能防範政變；作者認為這是因為“個人獨裁的特徵是機構薄弱，支持基礎狹窄，缺乏統一的意識形態以及與統治者的非正式聯繫。
根據2019年的一项研究，個人專政比其他形式的專政更具壓制性。

## 定義與分類
從古代的君主專制到極權主義政體，都可以被稱為威權主義，而從一些專於研究納粹的人認為，同期的法西斯義大利、大日本帝国以及中国国民政府，都缺乏像納粹般完整的極權主義本質，但又有很多地方是相似的，一定都是威權主義政體。而且日本和意大利當時仍然是君主立憲制國家，所以可見其可變性和模糊性。
非極權的威权主义也異於极权主义，因为威权政府通常没有高度发展的指导意識形態，在社会组织方面多元化，並且缺乏动員全國的力量。

## 舉例
自2014、15年起，不少學者及政治評論員均指出，香港政府正邁向威權主義，表徵包括：否定三權分立的存在，而堅稱香港是行政主導；放棄沿用多年的「積極不干預」政策；以至對反對派的大舉圍捕及起訴等等。